# Német mozdonyok pályaszámai
Ez a szócikk a német mozdonysorozatok pályaszám változtatásait mutatja be 1968-tól 1992-ig. 1992 után már nem változott egy sorozat pályaszáma sem.

## 1968-1992közötti DB mozdonysorozatok száma
- DB 103: egykori E 03
- DB 104: egykori E 04
- DB 110: egykori E 10.0
- DB 112/113/114: egykori E 10.12 (a 90-es években szétválasztva)
- DB 116: egykori E 16
- DB 117: egykori E 17
- DB 118: egykori E 18
- DB 119: egykori E 19
- DB 132: egykori E 32
- DB 141: egykori E 41
- DB 144: egykori E 44
- DB 150: egykori E 50
- DB 160: egykori E 60
- DB 163: egykori E 63
- DB 169: egykori E 69
- DB 175: egykori E 75
- DB 181: egykori E 310
- DB 184: egykori E 410
- DB 191: egykori E 91
- DB 193: egykori E 93
- DB 194: egykori E 94

## 1970-1992közötti DR mozdonysorozatok száma
- DR 204: egykori E 04
- DR 211: egykori E 11
- DR 218: egykori E 18
- DR 242: egykori E 42
- DR 244: egykori E 44
- DR 251: egykori E 251 (kis ideig)
- DR 254: egykori E 94

## 1992DB/DR/DB AG mozdonysorozatok száma
- DB 109: egykori E 11, majd DR 211
- DB 112(új): egykori DR 212
- DB 142: egykori E 42, majd DR 242
- DB 143: egykori DR 243
- DB 155: egykori DR 250
- DB 156: egykori DR 252
- DB 171: egykori E 251, majd DR 251
- DB 180: egykori DR 230